# Trichocentrum albococcineum
Trichocentrum albococcineum là một loài thực vật có hoa trong họ Lan. Loài này được Linden miêu tả khoa học đầu tiên năm 1865.